# スポットニュース
スポットニュースあるいはフラッシュニュースは、日本において、各テレビ放送局が行う主に5分程度のストレートニュースの番組の総称である。

## 概要
一般的にはその時間に入っている主要なニュースを1回の放送で2 - 3項目程度、放送局のアナウンサーや記者が伝える。
1980年代前半までは、NHK以外は原則として顔出しなしの放送であった。オープニングはブルーバックの字幕でニュースタイトルを流し、次にニュースの映像資料（VTR、写真など）を紹介しエンディングは静止画という放送だった。
そんな中、1980年代前半から北日本放送など一部の地方局で、他の定時ニュースと同様に顔出しする放送になる。そして1980年代後半 - 2000年代にかけて段階的に全国の民間放送局へ顔出し放送が普及していった。それでも、2000年代後半までは静止画を用いる局は存在し、例えば富山テレビの「BBTニュースフラッシュ」（土曜のみ）では2008年3月まで静止画方式だった。
2010年代から3時間を超える特番にも挿入されている。
2010年代後半になるとインターネットなどの普及によりスポットニュース枠の視聴率が低下傾向に陥り、2008年には日本テレビが初めて撤退してからは撤退する局が増加した。その後日本テレビは2011年に再びスポットニュースに参入するものの、2017年に再び撤退した。2018年3月、フジテレビでも長らく放送してきたスポットニュース枠を撤退し、後枠はバラエティ番組のローカル枠となったものの、2024年末に発覚した一連の問題おいてスポンサー自粛によるミニ番組の放送の差し止めなどが相次いだことなどが要因となり、翌2025年1月28日に復活した。

## 主要なスポット（フラッシュ）ニュース番組

### 全国ニュース
2023年5月現在、NHK・TBS・テレビ東京が放送している、そのうちNHKはローカルニュースも放送（定時枠は後半に挿入）する。それ以外の局は視聴率低迷などの理由で放送から撤退した。
- NHK総合 - NHKニュース（原則として9:00と10:00 - 18:00の間の毎時5分間程度。ただし定時枠は正午で平日、全国15分とローカル5分・土日祝日、全国10分とローカル5分、平日15時枠は全国7分とローカル5分、平日17・18時枠は10分間。リアルタイム字幕放送を実施）
- NHK教育 - NHK手話ニュース
- TBSテレビ - JNNフラッシュニュース（月20:57 - 21:00、火・金20:54 - 20:57、水・木21:57 - 22:00、日20:54 - 21:00）・JNNニュース（放送時間は当該項目を参照）
- テレビ東京 - TXNニュース（放送時間は当該項目を参照）・ゆうがたサテライト（月 - 金16:54 - 17:00）

### ローカルニュース
2025年1月現在、独立枠でも放送している局を表示している、また一部はラジオでも放送している。 放送時間は当該項目を参照。
- 北海道
  - HBC 北海道放送 - HBCニュース
  - HTB 北海道テレビ - HTBニュース
  - uhb 北海道文化放送 - uhbニュース

東北地方
- 青森県
  - RAB 青森放送 - 東奥日報ニュース
  - ABA 青森朝日放送 - ABAニュース（｢ワイド!スクランブル｣の編成変更に伴い、2014年10月から平日昼枠で復活した。）
- 岩手県
  - IBC IBC岩手放送 - 岩手日報IBCニュース
- 宮城県
  - tbc 東北放送 - tbcニュース・河北新報ニュース
  - MMT ミヤギテレビ - NNNミヤギテレビニュース
  - khb 東日本放送 - khbニュース
  - OX 仙台放送 - 仙台放送ニュース
- 秋田県
  - ABS 秋田放送 - さきがけABSニュース
  - AAB 秋田朝日放送 - AABニュース&ウェザー
  - AKT 秋田テレビ - AKT THE NEWS α Pick（日曜日を除く）
- 山形県
  - YBC 山形放送 - YBCニュース・YBCニューススポット
  - YTS 山形テレビ - YTSニュース
  - SAY さくらんぼテレビ - FNN県内ニュース&天気
- 福島県
  - TUF テレビユー福島 - TUFニュース
  - 中テレ(FCT) 福島中央テレビ - 中テレニュース
  - FTV 福島テレビ - FTVニュース

関東地方
- 関東広域圏
  - TBS TBSテレビ - TBSニュース
  - EX テレビ朝日 - ANNニュース
  - CX フジテレビ - Live News＆天気[1]
- 東京都
  - MXTV TOKYO MX - TOKYO MX news FLAG（定時ニュースも同一タイトル）
- 神奈川県
  - tvk テレビ神奈川 - tvkスポットニュース
- 埼玉県
  - TVS テレビ埼玉 - テレ玉ニュース
- 栃木県
  - GYT とちぎテレビ - とちテレNEWS
- 群馬県
  - GTV 群馬テレビ - ニュースジャスト200

中部地方
- 山梨県
  - UTY テレビ山梨 - UTYニュース
  - YBS 山梨放送 - YBSニュース
- 長野県
  - SBC 信越放送 - 信毎ニュース
  - TSB テレビ信州 - TSBニュース
  - abn 長野朝日放送 - abnニュース&天気予報
  - NBS 長野放送 - NBSニュース&天気予報
- 新潟県
  - BSN 新潟放送 - BSN NEWS
  - TeNY テレビ新潟 - TeNYニュース
  - UX 新潟テレビ21 - UXNews
  - NST NST新潟総合テレビ - NSTニュース・NSTゴールデンニュース
- 静岡県
  - SBS 静岡放送 - 静岡新聞ニュース
  - SDT 静岡第一テレビ - FRONT ZERO
  - SATV 静岡朝日テレビ - SATVニュース
  - SUT テレビ静岡 - FNNテレビ静岡ニュース
- 中京広域圏（東海3県）
  - CBC CBCテレビ - CBCニュース
  - THK 東海テレビ - FNN東海テレニュース（20:54枠において、不定期でローカルニュースを放送。）
  - NBN 名古屋テレビ - メ〜テレNEWS
- 岐阜県
  - GBS 岐阜放送- NEWSぎふチャン
- 三重県
  - MTV 三重テレビ - 中日ニュース
- 富山県
  - TUT チューリップテレビ - チューリップテレビNEWS
  - KNB 北日本放送 - KNBニュース
  - BBT 富山テレビ - BBTフラッシュニュース・北陸中日新聞ニュース・朝日フラッシュニュース
- 石川県
  - MRO 北陸放送 - MROニュース・MROニュース&ウェザー
  - ITC 石川テレビ - FNN石川テレニュース・北陸中日新聞ニュース
  - KTK テレビ金沢 - テレビ金沢ニュース・北國新聞ニュース
  - HAB 北陸朝日放送 - HABニューススカッシュ
- 福井県
  - FBC 福井放送 - FBCニュース
  - FTB 福井テレビ - 福井テレビ・福井新聞ニュース

近畿地方
- 近畿広域圏
  - MBS 毎日放送 - MBSニュース
  - ABC 朝日放送テレビ - ABCニュース
  - KTV 関西テレビ - カンテレNEWS・newsランナープラス
- 大阪府
  - TVO テレビ大阪 - やさしいニュースプラス
- 兵庫県
  - SUN サンテレビ - SUN-TVニュース
- 京都府
  - KBS KBS京都 - KBS京都ニュース
- 滋賀県
  - BBC びわ湖放送 - ニュースCATCH
- 奈良県
  - TVN 奈良テレビ - TVNニュース
- 和歌山県
  - WTV テレビ和歌山 - ニュースライフラインわかやま

中国地方・四国地方
- 岡山県・香川県
  - RSK RSK山陽放送 - 山陽TVニュース・RSKエリアトピックス
  - RNC 西日本放送 - RNCニューススポット・JUST　NEWS
  - KSB 瀬戸内海放送 - KSBニュース・KSBニュースview
  - TSC テレビせとうち - TSCニュース
  - OHK 岡山放送 - OHKフラッシュニュース
- 広島県
  - HTV 広島テレビ - 広テレNews
  - HOME 広島ホームテレビ - HOMEニュース
- 山口県
  - tys テレビ山口 - tysニュース
  - KRY 山口放送 - KRYニュース
  - yab 山口朝日放送 - yabニュース
- 鳥取県・島根県
  - BSS 山陰放送 - BSSニュース
- 徳島県
  - JRT 四国放送 - 徳島新聞ニュース
- 愛媛県
  - itv あいテレビ - ITVニュース
  - RNB 南海放送 - なんかいNEWS・なんかいNEWSファイナル
  - eat 愛媛朝日テレビ - eatニュース
  - EBC テレビ愛媛 - EBCニュース
- 高知県
  - KUTV テレビ高知 - KUTVニュース
  - RKC 高知放送 - RKCニュース・高知新聞きょうの夕刊（月 - 土に放送、祝日は休止しRKCニュースを放送。）
  - KSS 高知さんさんテレビ - プライムニュース&天気

九州地方・沖縄県
- 福岡県
  - RKB RKB毎日放送 - RKBヘッドラインニュース
  - KBC 九州朝日放送 - KBCニュース
  - FBS 福岡放送 - FBSニュース
  - TNC テレビ西日本 - TNCニュース
- 佐賀県
  - sts サガテレビ - FNN stsニュース
- 長崎県
  - NBC 長崎放送 - NBCニュース
  - NIB 長崎国際テレビ - NIBニューススポット
  - ncc 長崎文化放送 - nccニュース
  - KTN テレビ長崎 - KTNニュース
- 熊本県
  - RKK 熊本放送 - 熊日ニュース
  - KKT 熊本県民テレビ - KKTニュース
  - KAB 熊本朝日放送 - KABニュース
  - TKU テレビ熊本 - TKUニュース
- 大分県
  - OBS 大分放送 - OBSニュース
  - TOS テレビ大分 - TOSニュース
  - OAB 大分朝日放送 - OABニュース
- 宮崎県
  - MRT 宮崎放送 - MRTニュース
  - UMK テレビ宮崎 - UMKニュース
- 鹿児島県
  - MBC 南日本放送 - MBCニュース
  - KYT 鹿児島読売テレビ - KYTニュース
  - KKB 鹿児島放送 - KKBニュース
  - KTS 鹿児島テレビ - KTSニュース
- 沖縄県
  - RBC 琉球放送 - RBCフラッシュニュース
  - QAB 琉球朝日放送 - QABニュース
  - OTV 沖縄テレビ - FNN OTVニュース・OTVニュース

## その他過去に行われたスポット（フラッシュ）ニュースに類する番組
- 日本テレビ・TBSテレビ・テレビ朝日 - 読売・朝日・毎日3社ニュース
  - 読売新聞ニュース
  - 朝日新聞ニュース
  - 毎日新聞ニュース
- 日本テレビ - NNNニューススポット・NTVニュース・ZERO MINUTE（NEWS ZEROのスピンオフ番組。）
- フジテレビ - 産経新聞ニュース（サンケイ・ホームニュース、サンケイ・奥さまニュース）、ショットガン（1分間の放送で主に女性アナウンサーが担当していた。）、産経テレニュースFNN(午後)、レインボー発〜THE NEWSα Pick（夜）
- テレビ朝日 - ANNニュース・あすの空もよう[2]
- テレビ東京 - ニュース・日経夕刊&日経朝刊・ニュースブレイク
- 独立UHF放送局（関東） - 5社ニュース
  - 読売新聞ニュース
  - 産経新聞ニュース
  - 朝日フラッシュニュース
  - 東京新聞ニュース
  - 毎日新聞 記者の目
- 青森テレビ - ATVニュースロータリー
- テレビ岩手 - TVIニューススポット
- 千葉テレビ - 千葉日報ニュース
- 中京テレビ - 中京テレビニュース
- テレビ愛知 - TVAニュースフラッシュ
- 読売テレビ - よみうりニュース
- 日本海テレビ - NKTニューススポット
- 山陰中央テレビ - TSKニュース
- 中国放送 - RCCニュース
- 福岡放送 - NEWS5ちゃん